# 谷口晋矢
谷口 晋矢（たにぐち しんや、1981年3月23日 - 2013年9月4日）は、日本の競泳選手。2000年シドニーオリンピック競泳男子400ｍ個人メドレー8位入賞者。

## 略歴
三重県松阪市出身。海星中学校・高等学校、中央大学法学部卒業。大学在学中の2000年、シドニーオリンピック日本代表に選ばれ、400m個人メドレーで8位入賞。その後、2008年に27歳で引退してジェイエスエスに入社し、スイミングスクールのインストラクターを務めた。
2013年9月4日、胃癌のため死去。32歳没。